# Гилберт (приток Лайта)
Гилберт (англ. Gilbert River) — сезонная река в Южной Австралии, приток Лайта.

## География
Гилберт берёт своё начало около Мануры на Бэрриер-Хайвей на высоте 399 м над уровнем моря и течёт в основном на юг, как широкая и неглубокая долина через холмистую местность. Протекает через Седлворт, Ривертон, Тарли, а затем на юго-запад через Стокпорт и Хэмли-Бридж. Впадает в Лайт вниз по течению от Хэмли-Бридж на высоте 93 м над уровнем моря. Лайт протекает далее на запад до залива Сент-Винсент. Длина русла — 59 км.
Как многие реки Среднего Севера, Гилберт может полностью пересыхать летом, но быть бурным и опасным потоком после сильных дождей. Низкие открытые берега заняты сельскохозяйственными угодьями и пастбищами.

## История
Гилберт протекает по традиционным землях коренных жителей нгаджури. Исследователь Джон Хилл вышел к реке в начале апреля 1839 года и назвал его в честь пионера Южной Австралии и тогдашнего хранителя Колониального склада Томаса Гилберта (1789—1873), который отвечал за все правительственные магазины. Первое письменное упоминание о реке принадлежит исследователю Эдварду Джону Эйру. Когда он пересёк реку в мае 1839 года в своей северной экспедиции, он признал, что она уже была названа Гилбертом.